# 国道347号

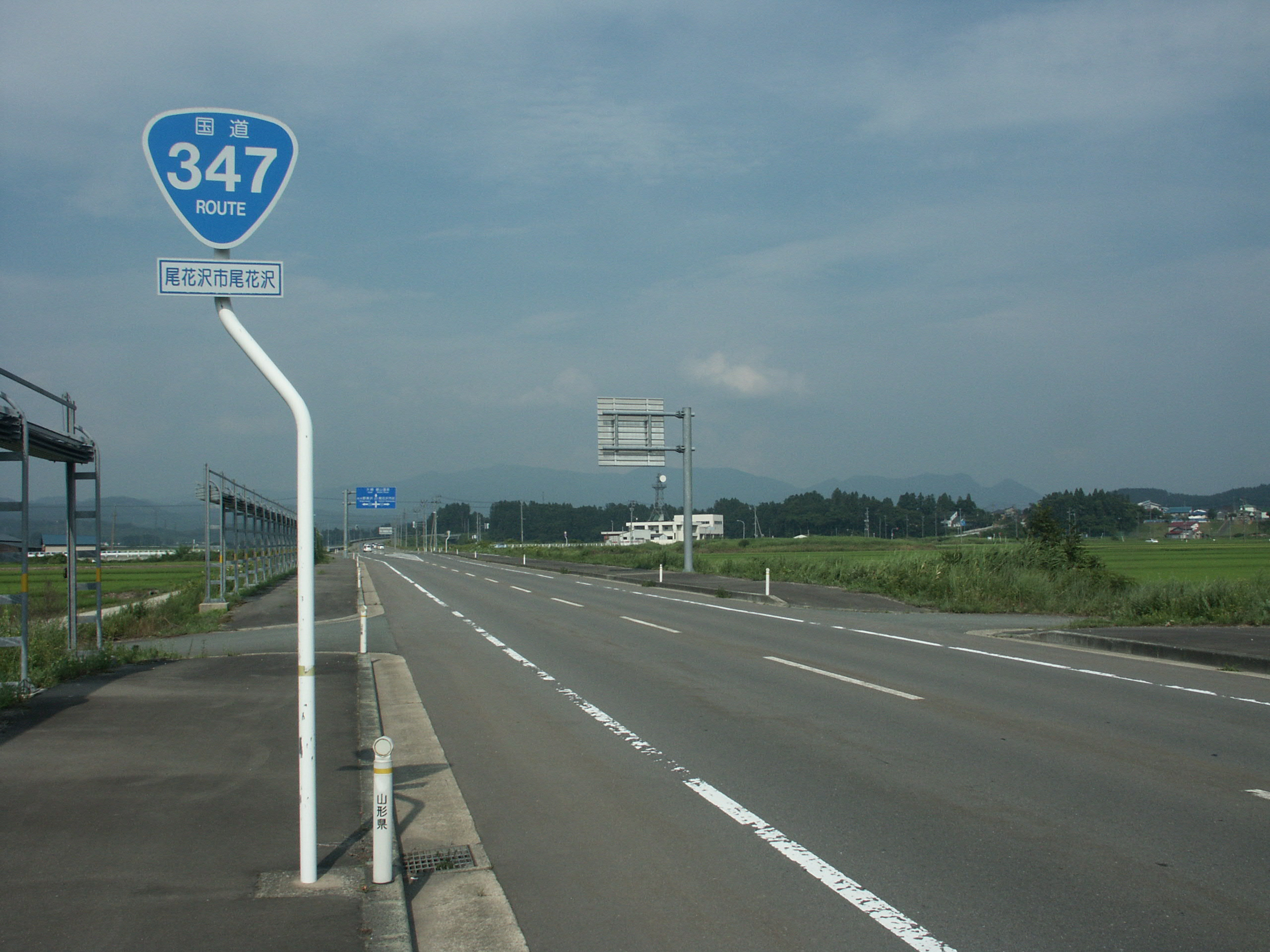
山形県尾花沢市尾花沢付近

国道347号（こくどう347ごう）は、山形県寒河江市から宮城県大崎市に至る一般国道である。

## 概要

### 路線データ
一般国道の路線を指定する政令に基づく起終点および重要な経過地は次のとおり。
- 起点：寒河江市（高松交差点 = 国道287号上、国道112号交点）
- 終点：古川市[注釈 2]（城西交差点 = 国道4号交点）
- 重要な経過地：山形県西村山郡河北町、村山市（長島）、尾花沢市、宮城県加美郡中新田町[注釈 3]
- 総延長 : 89.0 km（宮城県 39.9 km、山形県 49.1 km）重用延長を含む[2][注釈 4]
- 重用延長 : 6.0 km（宮城県 - km、山形県 6.0 km）[2][注釈 4]
- 未供用延長 : なし[2][注釈 4]
- 実延長 : 83.0 km（宮城県 39.9 km、山形県 43.1 km）[2][注釈 4]
  - 現道 : 82.9 km（宮城県 39.7 km、山形県 43.1 km）[2][注釈 4]
  - 旧道 : 0.2 km（宮城県 0.2 km、山形県 - km）[2][注釈 4]
  - 新道 : なし[2][注釈 4]
- 指定区間：なし[3]

## 歴史
宮城県加美郡加美町から尾花沢市までの区間は、大野東人の東征の際に開削された古道に由来し、中羽前街道、銀山街道（銀山越え）と呼ばれた。
江戸時代に現国道47号に仙台出羽街道が整備されるまでは、陸奥国府から出羽国へと向かう主要街道であった。宮城県側の県境付近には仙台藩の軽井沢番所が置かれていた（夏季のみ。冬季は麓の門沢に番所を置いた）。大石田河港から仙台藩領に北前船で運ばれた物資を輸送経路として使われ、上方物と呼ばれた着物類、松前物と呼ばれた昆布などの海産物が、このルートを通じて仙台へと運ばれた。

### 年表
- 1975年（昭和50年）4月1日 - 一般国道347号（古川市 - 尾花沢市）
- 1982年（昭和57年）4月1日 - 一般国道347号（寒河江市 - 古川市）

## 路線状況

### 別名
- 西部街道・山形蕎麦街道（山形県西村山郡河北町 - 尾花沢市）
- 母袋街道（尾花沢市 - 宮城県境）
- 中羽前街道（宮城県）

### バイパス
- 長島道路（山形県村山市）
- 大久保バイパス（山形県村山市）
- 尾花沢バイパス（山形県尾花沢市）

### 重複区間
- 国道287号（山形県寒河江市・高松交差点（起点） - 西村山郡河北町・河北町谷地交差点）
- 国道457号（宮城県加美郡加美町矢越）

### 夜間閉鎖区間
- 鍋越峠 - 山形県尾花沢市母袋 - 宮城県加美郡加美町字宇津野（12月1日 - 翌年3月31日）

かつては11月下旬から翌年4月下旬まで冬期間閉鎖されていたが、道路整備が進み2016年（平成28年）度より通年通行が行われようになった。ただし雪崩の恐れがあるため12月1日 - 翌年3月31日までは7:00 - 19:00までの通行となる。

## 地理

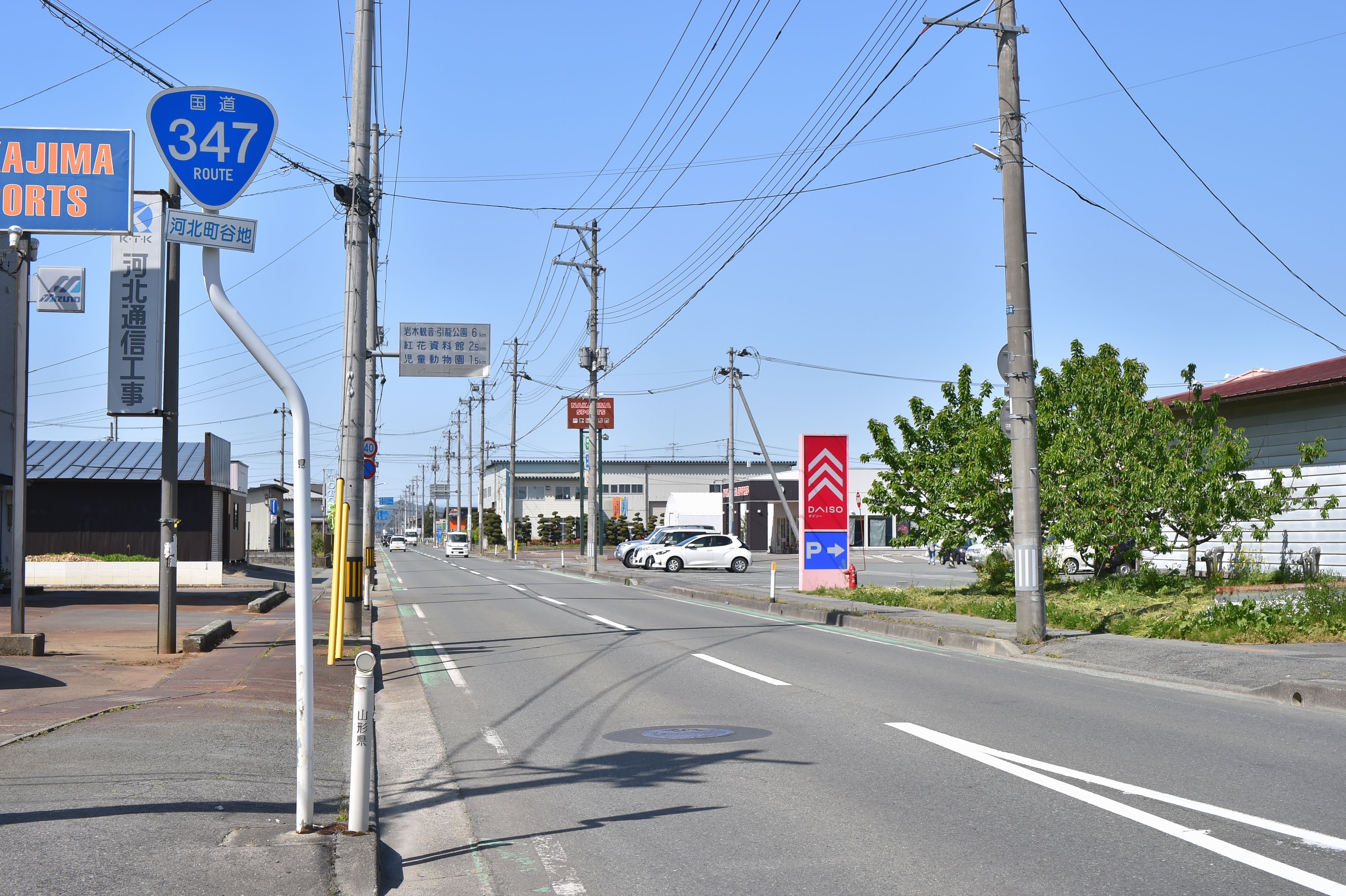
山形県河北町谷地（2024年5月）

### 通過する自治体
- 山形県
  - 寒河江市 - 西村山郡河北町 - 村山市 - 北村山郡大石田町 - 尾花沢市
- 宮城県
  - 加美郡加美町 - 大崎市

### 交差する道路
- 国道112号・国道287号（寒河江市高松交差点）
- 国道287号（河北町谷地交差点）
- E13 尾花沢新庄道路（東北中央自動車道）尾花沢IC
- 国道13号（尾花沢市尾花沢）
- 国道457号（加美町矢越）
- 国道4号（大崎市城西交差点）